# Les Places
 Les Places  là một xã thuộc tỉnh Eure trong vùng Normandie miền bắc nước Pháp.